# Alfred Schläppi
Alfred Schläppi, född 30 januari 1898 i Leysin i Vaud, död där 15 april 1981, var en schweizisk bobåkare. Hans lag vann guld i fyrmansbob vid olympiska vinterspelen 1924 i Chamonix. Han var bror till bobåkaren Heinrich Schläppi.